# Guayaquila venezuelensis
Guayaquila venezuelensis är en insektsart som beskrevs av Dietrich. Guayaquila venezuelensis ingår i släktet Guayaquila och familjen hornstritar. Inga underarter finns listade i Catalogue of Life.